# Yannick Stopyra
Yannick Stopyra, né le 9 janvier 1961 à Troyes, est un joueur de football français d'origine polonaise. Il est le fils de Julien Stopyra, ancien international français (une sélection).

## Biographie

### Carrière de joueur
Cet attaquant de pointe puissant et très doué de la tête, formé à l'USSC Redon, en Bretagne, se fait connaître du grand public lors de son passage au FC Sochaux, au tout début des années 1980. Il prend, avec Bernard Genghini et Philippe Anziani notamment, une part importante aux excellents résultats du club (vice-champion de France en 1980, demi-finaliste de Coupe de l'UEFA la saison suivante).
Il honore sa première sélection en équipe de France en Février 1980, face à la Grèce, à 19 ans et un mois.
Il joue ensuite une saison à Rennes, sans grande réussite, puis rejoint Toulouse juste après l'Euro 1984. Managé par Daniel Jeandupeux et associé à Jean-Marc Ferratge, Laurent Roussey ou Guy Lacombe, puis Alberto Márcico, il décroche plusieurs places d'honneur en championnat de France et participe, lors de la saison 1986-1987, une nouvelle fois à la Coupe de l'UEFA. Il dispute quatre rencontres extraordinaires contre le Naples de Diego Maradona et le Spartak Moscou.
En vertu d'un accord avec le Matra-Racing conclu quelques mois plus tôt (qui doublait son salaire), il aurait rejoint le Matra Racing de l'ambitieux Jean-Luc Lagardère si le club napolitain avait éliminé le téfécé.
Mais plus qu'en championnat, c'est en Coupe du monde que Yannick Stopyra connaît son heure de gloire. Sélectionné par Henri Michel pour le voyage au Mexique en 1986, il est l'un des principaux artisans du remarquable parcours des Bleus. Alors que tout le monde mise avant la compétition sur une association Dominique Rocheteau / Jean-Pierre Papin, c'est en fait Yannick Stopyra qui tient le poste d'avant-centre, associé à Dominique Rocheteau (trois matchs), ou lorsque celui-ci est blessé à Jean-Pierre Papin (un match) et Bruno Bellone (un match).
Il marque deux buts, prend part aux deux victoires d'anthologie contre l'Italie puis le Brésil - il est d'ailleurs le premier tireur et marqueur Français lors de la séance de tirs au but - et réalise des prestations de très haute volée qui lui valent d'être nommé, avec son coéquipier Manuel Amoros, dans l'équipe-type de la compétition.
Il est alors annoncé au Bayern Munich mais son transfert capote au dernier moment, le club toulousain voulant a tout prix le conserver pour faire bonne figure en coupe d'Europe.
Considéré un temps comme le successeur de Bernard Lacombe, il ne connaît malheureusement pas la même longévité que son prestigieux aîné. Après une dernière saison difficile à l'issue de laquelle le Téfécé de Jacques Santini, du champion du monde argentin Alberto Tarantini venu de Bastia, des internationaux Philippe Bergeroo, Jean-Luc Ruty, Eric Bellus et Dominique Rocheteau venu terminer sa carrière à Toulouse, se maintient de peu, Stopyra est transféré aux Girondins de Bordeaux qui cherchait à l'embaucher depuis 3 ans. Il y entame un déclin très rapide, peut-être dû à un manque d'acharnement qui l'a toujours freiné dans sa carrière.
Après deux saisons sans relief à l'AS Cannes (marquée par une blessure causée par Carlos Mozer lors du 1/4 de finale de Coupe de France contre l'Olympique de Marseille le 2 mai 1990) et sa dernière en D1 au FC Metz, il termine sa carrière en deuxième division, au FC Mulhouse. La première saison est réussie puisqu'il inscrit 18 buts puis, à nouveau, il enchaîne les blessures et baisses de régime et n'inscrit que 4 buts avant de raccrocher définitivement en 1994.

### Reconversion
Entre 1994 et 1996 il entraîne les clubs de Brunoy puis de Brétigny sur Orge, en région parisienne, tout en passant ses diplômes d'entraîneur. C'est sur le conseil d'Aimé Jacquet son ancien entraineur à Bordeaux, qu'il se dirige vers la formation des jeunes.
Il entre à la fédération en 1996 pour s'occuper du recrutement puis diriger le centre de préformation fédéral de Madine, en Lorraine, pendant 5 ans.
Il est ensuite envoyé aux Émirats arabes unis (al Wahda de 2001 à 2004) où il s'occupe de mettre en place un centre de formation. Il rejoint ensuite le Qatar Club (de 2004 à 2007), toujours pour mettre en place des structures pour la détection-formation des jeunes, puis rentre en France pour diriger le centre de préformation fédéral de Castelmaurou, près de Toulouse où il succède à Alain Bénédet.
Il quitte la fédération en juin 2012 pour s'engager aux Girondins de Bordeaux, à la détection des jeunes, succédant à Philippe Goubet, parti à la retraite.
Yannick Stopyra est mentionné dans la chanson de Renaud, J'ai raté Téléfoot (1981).
Il est aujourd'hui (2016) toujours coordinateur général des équipes de jeunes et du recrutement au FC Girondins de Bordeaux.

## Carrière
- 1977-1983 :  FC Sochaux (143 matchs et 52 buts)
- 1983-1984 :  Stade rennais (37 matchs, 9 buts)
- 1984-1988 :  Toulouse FC (148 matchs, 46 buts)
- 1988-1989 :  Girondins de Bordeaux (33 matchs, 8 buts)
- 1989-1991 :  AS Cannes (37 matchs, 8 buts)
- 1991-1992 :  FC Metz (24 matchs, 1 but)
- 1992-1994 :  FC Mulhouse (59 matchs, 23 buts en D2)[2]

## Palmarès

### En club
- Vice-champion de France en 1980 avec le FC Sochaux et en 1990 avec les  Girondins de Bordeaux
- Finaliste de la Coupe des Alpes en 1981 avec le FC Sochaux
- Demi-finaliste de la Coupe de l'UEFA en 1981 avec le FC Sochaux

### En équipe de France
- Vainqueur du Tournoi de France en 1988
- Troisième de la Coupe du monde en 1986

## Distinctions
- Meilleur buteur de la Coupe de France en 1985  avec le Toulouse Football Club (7 buts)

## Statistiques détaillées

### En club
| Saison    | Club                  | Pays | Championnat | Championnat | Championnat | Coupe de France | Coupe de France | Coupe d’Europe | Coupe d’Europe | Coupe d’Europe | France | France | TOTAL  | TOTAL |
| Saison    | Club                  | Pays | Division    | Matchs      | Buts        | Matchs          | Buts            | Coupe          | Matchs         | Buts           | Matchs | Buts   | Matchs | Buts  |
| --------- | --------------------- | ---- | ----------- | ----------- | ----------- | --------------- | --------------- | -------------- | -------------- | -------------- | ------ | ------ | ------ | ----- |
| 1977-1978 | FC Sochaux            |      | Division 1  | 8           | 0           | 3               | 0               | -              | -              | -              | -      | -      | 11     | 0     |
| 1978-1979 | FC Sochaux            |      | Division 1  | 25          | 5           | 1               | 0               | -              | -              | -              | -      | -      | 26     | 6     |
| 1979-1980 | FC Sochaux            |      | Division 1  | 34          | 14          | 5               | 3               | -              | -              | -              | 1      | 1      | 40     | 18    |
| 1980-1981 | FC Sochaux            |      | Division 1  | 35          | 7           | 3               | 0               | C3             | 9              | 0              | -      | -      | 47     | 7     |
| 1981-1982 | FC Sochaux            |      | Division 1  | 38          | 15          | 1               | 0               | -              | -              | -              | 2      | 0      | 41     | 15    |
| 1982-1983 | FC Sochaux            |      | Division 1  | 36          | 16          | 1               | 0               | C3             | 2              | 0              | 6      | 2      | 45     | 18    |
| 1983-1984 | Stade rennais         |      | Division 1  | 37          | 10          | 2               | 0               | -              | -              | -              | -      | -      | 39     | 10    |
| 1984-1985 | Toulouse FC           |      | Division 1  | 38          | 17          | 8               | 7               | -              | -              | -              | 5      | 3      | 51     | 27    |
| 1985-1986 | Toulouse FC           |      | Division 1  | 37          | 11          | 1               | 0               | -              | -              | -              | 8      | 2      | 46     | 13    |
| 1986-1987 | Toulouse FC           |      | Division 1  | 38          | 11          | 3               | 3               | C3             | 4              | 1              | 6      | 1      | 51     | 16    |
| 1987-1988 | Toulouse FC           |      | Division 1  | 35          | 7           | 4               | 1               | C3             | 4              | 1              | 5      | 2      | 48     | 11    |
| 1988-1989 | Girondins de Bordeaux |      | Division 1  | 33          | 8           | 1               | 0               | C3             | 6              | 2              | -      | -      | 40     | 10    |
| 1989      | Girondins de Bordeaux |      | Division 1  | 1           | 0           | 0               | 0               | -              | -              | -              | -      | -      | 1      | 0     |
| 1989-1990 | AS Cannes             |      | Division 1  | 28          | 8           | 4               | 1               | -              | -              | -              | -      | -      | 32     | 9     |
| 1990-1991 | AS Cannes             |      | Division 1  | 9           | 1           | 4               | 0               | -              | -              | -              | -      | -      | 13     | 1     |
| 1991-1992 | FC Metz               |      | Division 1  | 25          | 2           | 0               | 0               | -              | -              | -              | -      | -      | 25     | 2     |
| 1992-1993 | FC Mulhouse           |      | Division 2  | 30          | 18          | 3               | 0               | -              | -              | -              | -      | -      | 33     | 18    |
| 1993-1994 | FC Mulhouse           |      | Division 2  | 29          | 4           | 0               | 0               | -              | -              | -              | -      | -      | 29     | 4     |
|           |                       |      | TOTAL       | 516         | 154         | 44              | 15              | -              | 25             | 4              | 33     | 11     | 618    | 184   |

- 457 matchs et 132 buts en Division 1
- 59 matchs et 22 buts en Division 2
- 25 matchs et 4 buts en Coupe de l'UEFA

### En sélection
| Matches internationaux de Yannick Stopyra | Matches internationaux de Yannick Stopyra | Matches internationaux de Yannick Stopyra                  | Matches internationaux de Yannick Stopyra | Matches internationaux de Yannick Stopyra | Matches internationaux de Yannick Stopyra  | Matches internationaux de Yannick Stopyra                              |
|                                           | Date                                      | Lieu                                                       | Adversaire                                | Résultat                                  | Compétition                                | Notes                                                                  |
| ----------------------------------------- | ----------------------------------------- | ---------------------------------------------------------- | ----------------------------------------- | ----------------------------------------- | ------------------------------------------ | ---------------------------------------------------------------------- |
| 1.                                        | 27 février 1980                           | Parc des Princes, Paris, France                            | Grèce                                     | 5 - 1                                     | Match amical                               | Entre en jeu à la place d'Éric Pécout à la 46e minute de jeu.          |
| 2.                                        | 9 septembre 1981                          | Stade du Heysel, Bruxelles, Belgique                       | Belgique                                  | 2 - 0                                     | Qualifications pour la Coupe du monde 1982 | Entre en jeu à la place d'Alain Moizan à la 60e minute de jeu.         |
| 3.                                        | 14 mai 1982                               | Stade de Gerland, Lyon, France                             | Bulgarie                                  | 0 - 0                                     | Match amical                               | Entre en jeu à la place de Bernard Lacombe à la 77e minute de jeu.     |
| 4.                                        | 31 août 1982                              | Parc des Princes, Paris, France                            | Pologne                                   | 0 - 4                                     | Match amical                               | Titulaire et remplacé par Daniel Bravo à la 69e minute de jeu.         |
| 5.                                        | 10 novembre 1982                          | Stade de Feyenoord, Rotterdam, Pays-Bas                    | Pays-Bas                                  | 1 - 2                                     | Match amical                               | Entre en jeu à la place de Laurent Roussey à la 57e minute de jeu.     |
| 6.                                        | 16 février 1983                           | Stade D. Afonso Henriques, Guimarães, Portugal             | Portugal                                  | 0 - 3                                     | Match amical                               | Titulaire et remplacé par Dominique Rocheteau à la 80e minute de jeu.  |
| 7.                                        | 23 mars 1983                              | Parc des Princes, Paris, France                            | Union soviétique                          | 1 - 1                                     | Match amical                               | Titulaire.                                                             |
| 8.                                        | 23 avril 1983                             | Parc des Princes, Paris, France                            | Yougoslavie                               | 4 - 0                                     | Match amical                               | Entre en jeu à la place de Jean-Marc Ferreri à la 80e minute de jeu.   |
| 9.                                        | 31 mai 1983                               | Stade municipal, Luxembourg, Luxembourg                    | Belgique                                  | 1 - 1                                     | Match amical                               | Entre en jeu à la place de Gérard Soler à la 64e minute de jeu.        |
| 10.                                       | 13 octobre 1984                           | Stade municipal, Luxembourg, Luxembourg                    | Luxembourg                                | 0 - 4                                     | Qualifications pour la Coupe du monde 1986 | Titulaire.                                                             |
| 11.                                       | 21 novembre 1984                          | Parc des Princes, Paris, France                            | Bulgarie                                  | 1 - 0                                     | Qualifications pour la Coupe du monde 1986 | Titulaire.                                                             |
| 12.                                       | 8 décembre 1984                           | Parc des Princes, Paris, France                            | Allemagne de l'Est                        | 2 - 0                                     | Qualifications pour la Coupe du monde 1986 | Titulaire et remplacé par Philippe Anziani à la 84e minute de jeu.     |
| 13.                                       | 3 avril 1985                              | Olimpijski stadion Koševo, Sarajevo, Yougoslavie           | Yougoslavie                               | 0 - 0                                     | Qualifications pour la Coupe du monde 1986 | Titulaire et remplacé par José Touré à la 69e minute de jeu.           |
| 14.                                       | 2 mai 1985                                | Stade national Vassil-Levski, Sofia, Bulgarie              | Bulgarie                                  | 2 - 0                                     | Qualifications pour la Coupe du monde 1986 | Titulaire.                                                             |
| 15.                                       | 16 novembre 1985                          | Parc des Princes, Paris, France                            | Yougoslavie                               | 2 - 0                                     | Qualifications pour la Coupe du monde 1986 | Entre en jeu à la place de Dominique Rocheteau à la 76e minute de jeu. |
| 16.                                       | 26 mars 1986                              | Parc des Princes, Paris, France                            | Argentine                                 | 2 - 0                                     | Match amical                               | Entre en jeu à la place de Daniel Xuereb à la 70e minute de jeu.       |
| 17.                                       | 1er juin 1986                             | Estadio Nou Camp, León, Mexique                            | Canada                                    | 1 - 0                                     | Coupe du monde 1986                        | Entre en jeu à la place de Dominique Rocheteau à la 70e minute de jeu. |
| 18.                                       | 5 juin 1986                               | Estadio Nou Camp, León, Mexique                            | Union soviétique                          | 1 - 1                                     | Coupe du monde 1986                        | Titulaire.                                                             |
| 19.                                       | 9 juin 1986                               | Estadio Nou Camp, León, Mexique                            | Hongrie                                   | 3 - 0                                     | Coupe du monde 1986                        | Titulaire et remplacé par Jean-Marc Ferreri à la 71e minute de jeu.    |
| 20.                                       | 17 juin 1986                              | Stade olympique universitaire, Mexico, Mexique             | Italie                                    | 2 - 0                                     | Coupe du monde 1986                        | Titulaire.                                                             |
| 21.                                       | 21 juin 1986                              | Stade Jalisco, Guadalajara, Mexique                        | Brésil                                    | 1 - 1a. p. 4-3 t.a.b                      | Coupe du monde 1986                        | Titulaire.                                                             |
| 22.                                       | 25 juin 1986                              | Stade Jalisco, Guadalajara, Mexique                        | Allemagne de l'Ouest                      | 2 - 0                                     | Coupe du monde 1986                        | Titulaire.                                                             |
| 23.                                       | 19 août 1986                              | Stade olympique de la Pontaise, Lausanne, Suisse           | Suisse                                    | 2 - 0                                     | Match amical                               | Titulaire.                                                             |
| 24.                                       | 10 septembre 1986                         | Laugardalsvöllur, Reykjavik, Islande                       | Islande                                   | 0 - 0                                     | Qualifications pour l'Euro 1988            | Titulaire.                                                             |
| 25.                                       | 11 octobre 1986                           | Parc des Princes, Paris, France                            | Union soviétique                          | 0 - 2                                     | Qualifications pour l'Euro 1988            | Titulaire.                                                             |
| 26.                                       | 19 novembre 1986                          | Zentralstadion, Leipzig, République démocratique allemande | Allemagne de l'Est                        | 0 - 0                                     | Qualifications pour l'Euro 1988            | Titulaire.                                                             |
| 27.                                       | 29 avril 1987                             | Parc des Princes, Paris, France                            | Islande                                   | 2 - 0                                     | Qualifications pour l'Euro 1988            | Titulaire et remplacé par Jean-Pierre Papin à la 67e minute de jeu.    |
| 28.                                       | 16 juin 1987                              | Ullevaal Stadion, Oslo, Norvège                            | Norvège                                   | 2 - 0                                     | Qualifications pour l'Euro 1988            | Titulaire.                                                             |
| 29.                                       | 9 septembre 1987                          | Stade Central Lénine, Moscou, Union soviétique             | Union soviétique                          | 1 - 1                                     | Qualifications pour l'Euro 1988            | Titulaire.                                                             |
| 30.                                       | 27 janvier 1988                           | Stade Ramat Gan, Ramat Gan, Israël                         | Israël                                    | 1 - 1                                     | Match amical                               | Entre en jeu à la place de Bruno Bellone à la 49e minute de jeu.       |
| 31.                                       | 2 février 1988                            | Stadium municipal de Toulouse, Toulouse, France            | Suisse                                    | 2 - 1                                     | Match amical                               | Titulaire et remplacé par Jean-Pierre Papin à la 71e minute de jeu.    |
| 32.                                       | 5 février 1988                            | Stade Louis II, principauté de Monaco                      | Maroc                                     | 2 - 1                                     | Match amical                               | Titulaire et remplacé par Bruno Bellone à la 82e minute de jeu.        |
| 33.                                       | 27 avril 1988                             | Windsor Park, Belfast, Irlande du Nord                     | Irlande du Nord                           | 0 - 0                                     | Match amical                               | Titulaire.                                                             |

| Buts internationaux de Yannick Stopyra | Buts internationaux de Yannick Stopyra | Buts internationaux de Yannick Stopyra         | Buts internationaux de Yannick Stopyra     | Buts internationaux de Yannick Stopyra | Buts internationaux de Yannick Stopyra | Buts internationaux de Yannick Stopyra | Buts internationaux de Yannick Stopyra | Buts internationaux de Yannick Stopyra |
| 0                                      | Date                                   | Lieu                                           | Compétition                                | Résultat                               | Adversaire                             | Détail                                 | Détail                                 | Sél.                                   |
| -------------------------------------- | -------------------------------------- | ---------------------------------------------- | ------------------------------------------ | -------------------------------------- | -------------------------------------- | -------------------------------------- | -------------------------------------- | -------------------------------------- |
| 1er                                    | 27 février 1980                        | Parc des Princes, Paris, France                | Match amical                               | V 5-1                                  | Grèce                                  | 66e                                    | 5-1                                    | 1re                                    |
| 2e                                     | 16 février 1983                        | Stade D. Afonso Henriques, Guimarães, Portugal | Match amical                               | V 0-3                                  | Portugal                               | 07e                                    | 0-1                                    | 6e                                     |
| 3e                                     | 16 février 1983                        | Stade D. Afonso Henriques, Guimarães, Portugal | Match amical                               | V 0-3                                  | Portugal                               | 70e                                    | 0-3                                    | 6e                                     |
| 4e                                     | 13 octobre 1984                        | Stade municipal, Luxembourg, Luxembourg        | Qualifications pour la Coupe du monde 1986 | V 0-4                                  | Luxembourg                             | 24e                                    | 0-3                                    | 10e                                    |
| 5e                                     | 13 octobre 1984                        | Stade municipal, Luxembourg, Luxembourg        | Qualifications pour la Coupe du monde 1986 | V 0-4                                  | Luxembourg                             | 32e                                    | 0-4                                    | 10e                                    |
| 6e                                     | 8 décembre 1984                        | Parc des Princes, Paris, France                | Qualifications pour la Coupe du monde 1986 | V 2-0                                  | Allemagne de l'Est                     | 32e                                    | 1-0                                    | 12e                                    |
| 7e                                     | 9 juin 1986                            | Estadio Nou Camp, León, Mexique                | Coupe du monde 1986                        | V 3-0                                  | Hongrie                                | 30e                                    | 1-0                                    | 19e                                    |
| 8e                                     | 17 juin 1986                           | Stade olympique universitaire, Mexico, Mexique | Coupe du monde 1986                        | V 2-0                                  | Italie                                 | 57e                                    | 2-0                                    | 20e                                    |
| 9e                                     | 29 avril 1987                          | Parc des Princes, Paris, France                | Qualifications pour l'Euro 1988            | V 2-0                                  | Islande                                | 65e                                    | 2-0                                    | 27e                                    |
| 10e                                    | 27 janvier 1988                        | Stade Ramat Gan, Ramat Gan, Israël             | Match amical                               | N 1-1                                  | Israël                                 | 60e                                    | 0-1                                    | 30e                                    |
| 11e                                    | 5 février 1988                         | Stade Louis II, principauté de Monaco          | Match amical                               | V 2-1                                  | Maroc                                  | 49e                                    | 2-1                                    | 32e                                    |